# Diloxanidfuroat
Diloxanidfuroat ist ein Arzneistoff, der zur Behandlung von Amöbenruhr, einer durch einen bestimmten Mikroorganismus verursachten Durchfallerkrankung, verwendet wird. Die Substanz wirkt als Kontaktamöbizid im Darmlumen  und ist das Mittel der Wahl bei symptomlosen Infektionen des Darmlumens sowie zur Nachbehandlung im Anschluss an eine Therapie invasiver Infektionen durch Amöben.
Diloxanidfuroat steht seit 1988 auf der Liste der unentbehrlichen Arzneimittel der Weltgesundheitsorganisation. Der Arzneistoff wurde von The Boots Company Plc 1956 entdeckt und als Arzneimittel unter dem Namen Furamid auf den Markt gebracht. Inzwischen besitzt Abbott Laboratories die Markenrechte.
Diloxanidfuroat ist ein Ester der Furan-2-carbonsäure mit Diloxanid.